# Pièze
Le pièze est l'unité de pression du système mètre-tonne-seconde (système MTS), devenu obsolète. Elle correspond à la pression uniforme qui sur 1 mètre carré produit un effort de 1 sthène (1 sn = 1 kN). Inventée en France aux alentours de 1920, elle est utilisée pour les machines à pression, notamment les locomotives. Elle fut utilisée également en Union soviétique entre 1933 et 1955[réf. souhaitée]. 
Son symbole est pz.
1 pz = 1 sn/m2 = 1 000 N/m2 = 103 Pa = 1 kPa = 0,01 bar.
L'hectopièze (hpz) est équivalent à 1 bar.

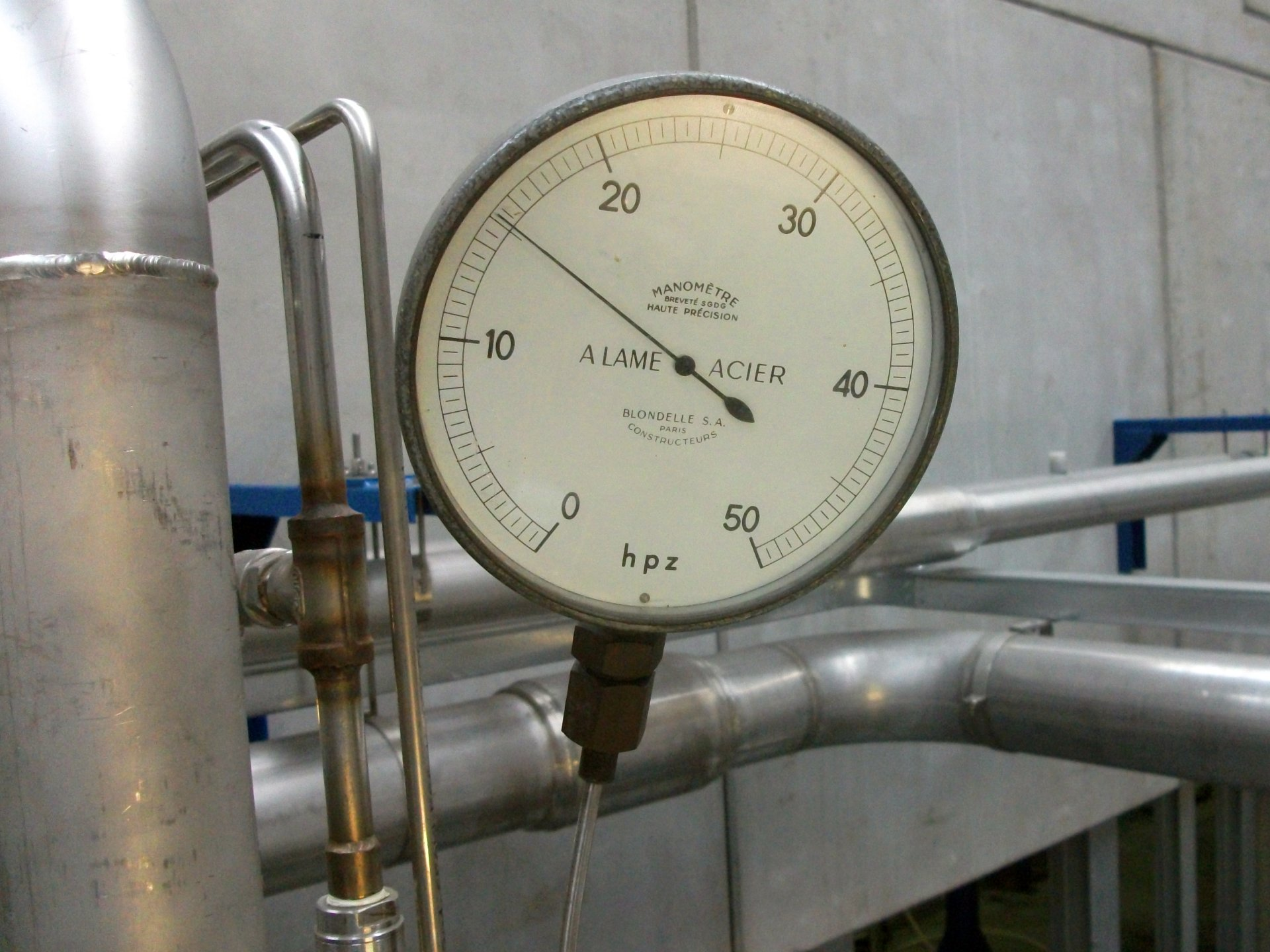
Manomètre gradué en hectopièze